# Francisco Rabal
Francisco Rabal, właśc. Francisco Rabal Valera, znany także jako Paco Rabal (ur. 8 marca 1926 w Águilas, zm. 29 sierpnia 2001 w Bordeaux) – hiszpański aktor, reżyser i scenarzysta. Grał najczęściej ludzi gwałtownych, namiętnych i brutalnych.

## Życiorys

### Wczesne lata
Jego ojciec pracował w kopalnictwie, a matka była właścicielką małych olejarni. Wychowywał się z bratem Damiánem i siostrą Dolores. W końcowych latach wojny domowej jego rodzina przeniosła się z małego miasteczka do Madrytu. Wcześnie zaczął zarabiać na życie; pracował w fabryce czekolady, potem jako elektryk, wreszcie zajął się statystowaniem w teatrze i filmie. Po pracy uczył się w wieczorowej szkole prowadzonej przez jezuitów. 

### Kariera
Mając dwadzieścia lat zadebiutował niewielką rolą w dramacie Rozrzutna kobieta (La Pródiga, 1946), ale dopiero udział w ekranizacji powieści Miguela de Cervantesa Don Kichot z Manczy (Don Quijote de la Mancha, 1947) i dramacie Szukaj uczciwości (La honradez de la cerradura, 1950) otworzył mu drogę na ekrany. W melodramacie Sonaty (Sonatas, 1959) wystąpił w roli markiza de Brandomin, awanturnika, uwodziciela i hazardzisty, który angażuje się w walkę po stronie rewolucji w Meksyku; akcja toczy się w 1830. 
W dramacie Luisa Buñuela Nazarin (Nazarín, 1959) jako ojciec Nazario, dążący uparcie do świętości, naśladując wędrówkę Chrystusa, ponosi porażkę za porażką i potrafi tylko wzbudzić pożądanie w dwóch ograniczonych kobietach. W dramacie Buñuela Viridiana (1961) zagrał postać brutalnego i pozbawionego złudzeń Jorge, kuzyna tytułowej bohaterki. Pojawia się potem w roli porzuconego kochanka Vittorii (Monica Vitti) w dramacie Zaćmienie (L'eclisse, 1962) u boku Alaina Delona, jako jeden z gości schadzek w dramacie Buñuela Piękność dnia (Belle de jour, 1967) z Catherine Deneuve i Michelem Piccoli, poważny i zamożny Aqustin w adaptacji powieści Benita Péreza-Galdósa Udręka (Tormento, 1974), sierżant Tronk w dramacie wojennym Pustynia Tatarów (Il deserto dei Tartari, 1976) z udziałem Vittoria Gassmana, Philippe’a Noiret, Jeana-Louisa Trintignant i Maxa von Sydow, mafioso Don Giusto Provenzano w thrillerze Corleone (1977) z Claudią Cardinale.
W 1989 był członkiem jury konkursu głównego na 39. MFF w Berlinie. Za kreację Francisca Goi w dramacie biograficznym Carlosa Saury Goya (Goya en Burdeos, 1999) został uhonorowany Nagrodą Goya dla najlepszego aktora. Goyę zagrał wtedy już po raz trzeci – wcześniej wystąpił w tej roli w filmie Goya (Goya, historia de una soledad, 1971) i miniserialu Okropności wojny (Los desastres de la guerra, 1983).

## Życie prywatne
W 1950 poślubił Asunción Balaguer (1925-2019), z którą miał syna Benito (ur. 1954) i córkę Teresę (ur. 1952 w Barcelonie).

### Śmierć
Zmarł w wieku 75 lat w czasie lotu samolotem podczas powrotu z MFF w Montrealu.

## Filmografia
- 1951: Jezebel jako Preston Dillard (głos, hiszpański dubbing)[5]
- 1951: Rocky Mountain jako kpt. Lafe Barstow (głos, hiszpański dubbing)[5]
- 1952: Parsifal jako Parsifal (głos)
- 1957: Wielki błękitny szlak (La Grande strada azzurra) jako Salvatore
- 1957: Mężczyzna w spodenkach (L'Amore più bello) jako Mario
- 1957: Kokietka Marisa (Marisa la civetta) jako Antonio
- 1959: Sonaty (Sonatas) jako markiz de Brandomin
- 1959: Nazarin (Nazarín) jako ojciec Nazario
- 1961: Viridiana jako Jorge
- 1961: Ręka w potrzasku (La Mano en la trampa) jako Cristóbal Achával
- 1962: Zaćmienie (L'Eclisse) jako Riccardo
- 1963: Powrót (La Rimpatriata) jako Alberto
- 1964: Wielki skok (Le Gros coup) jako Michel Arland
- 1964: Lament dla bandyty (Llanto por un bandido) jako José María 'El Tempranillo'
- 1965: Marie-Chantal kontra doktor Kha (Marie-Chantal contre docteur Kha) jako Paco Castillo
- 1966: Testament Inków (Das Vermächtnis des Inka) jako Gambusino
- 1966: Zakonnica (La Religieuse) jako Dom Morel
- 1967: Czarownice (Le Streghe) jako mąż Valerii
- 1967: Piękność dnia (Belle de jour) jako Hyppolite
- 1967: La mujer de otro jako Andrés (głos)
- 1968: Che – opowieść o Guevarze (El 'Che' Guevara) jako Che Guevara
- 1970: Odcięte głowy (Cabezas cortadas) jako Diaz II
- 1971: Rodzinny gang (La Grande scrofa nera)
- 1971: Goya (Goya, historia de una soledad) jako Francisco Goya
- 1972: Pręgierz (La Colonna infame)
- 1974: Udręka (Tormento) jako Aqustin
- 1975: Uśmiech kusiciela (Il Sorriso del grande tentatore) jako biskup Marquez
- 1976: Długie wakacje 1936 roku (Las Largas vacaciones del 36) jako Nauczyciel
- 1976: Pustynia Tatarów (Il Deserto dei Tartari) jako Tronk
- 1977: Cena strachu (Sorcerer) jako Nilo
- 1978: Ja należę do mnie (Io Sono Mia) jako Padre di Orio
- 1978: Bądź, jaka jesteś (Cosi come sei) jako Lorenzo
- 1980: Zakładnicy (Fabricantes de pánico) jako William Lombard
- 1982: Ul (La Colmena) jako Ricardo Sorbedo
- 1984: Epilog (Epílogo) jako Rocabruno
- 1984: Niewinni święci (Los Santos inocentes) jako Azarías
- 1984: Szczudła (Los Zancos) jako Manuel
- 1985: Ojcze nasz (Padre nuestro) jako Abel
- 1985: Godzina czarów (La Hora bruja) jako César
- 1985: Raj utracony (Los Paraísos perdidos) jako starszy polityk
- 1986: Camorra (Un Complicato intrigo di donne, vicoli e delitti) jako Guaglione
- 1987: Boskie słowa (Divinas palabras) jako Pedro Gailo
- 1987: Historia (La Storia) jako Remo
- 1988: Galijczyk (Gallego) jako Fabián
- 1988: Czas przeznaczenia (A Time of Destiny) jako Jorge Larraneta
- 1989: Ciemności kryją ziemię (Torquemada) jako Torquemada
- 1989: Biała gołębica (La Blanca Paloma)
- 1989: Barroco
- 1990: Zwiąż mnie (!Átame!) jako Máximo Espejo
- 1991: Człowiek, który zgubił swój cień (L’Homme qui a perdu son ombre) jako Antonio
- 1995: Kulawy gołąb (El Palomo cojo) jako Tío Ricardo
- 1996: Burmistrz Edyp (Edipo alcalde) jako Terezjasz
- 1996: Ostatni smok (Dragonheart) jako Draco (głos, hiszpański dubbing)
- 1997: Poduszka powietrzna (Airbag) jako Villambrosa
- 1997: Ptaszek (Pajarico) jako El Abuelo
- 1998: Szepty aniołów (Talk of Angels) jako Don Jorge
- 1999: Goya (Goya en Burdeos) jako Francisco Goya
- 2001: Dagon jako Ezequiel